# 在エストニア日本国大使館
在エストニア日本国大使館（ざいエストニアにほんこくたいしかん、エストニア語: Jaapani Suursaatkond Eestis、英語: Embassy of Japan in Estonia）は、エストニアの首都タリンにある日本の大使館。
1991年9月6日、日本がエストニアの独立を承認。1991年10月10日に両国間の外交関係が樹立され、1993年1月に大使館が開設された。ただし、大使がタリンに常駐するようになったのは2010年1月に星秀明が任命されてからである。

## 所在地
Harju 6, 15069 Tallinn